# Psychotria ligustrifolia
Psychotria ligustrifolia là một loài thực vật có hoa trong họ Thiến thảo. Loài này được (Northr.) Millsp. miêu tả khoa học đầu tiên năm 1906.

## Hình ảnh

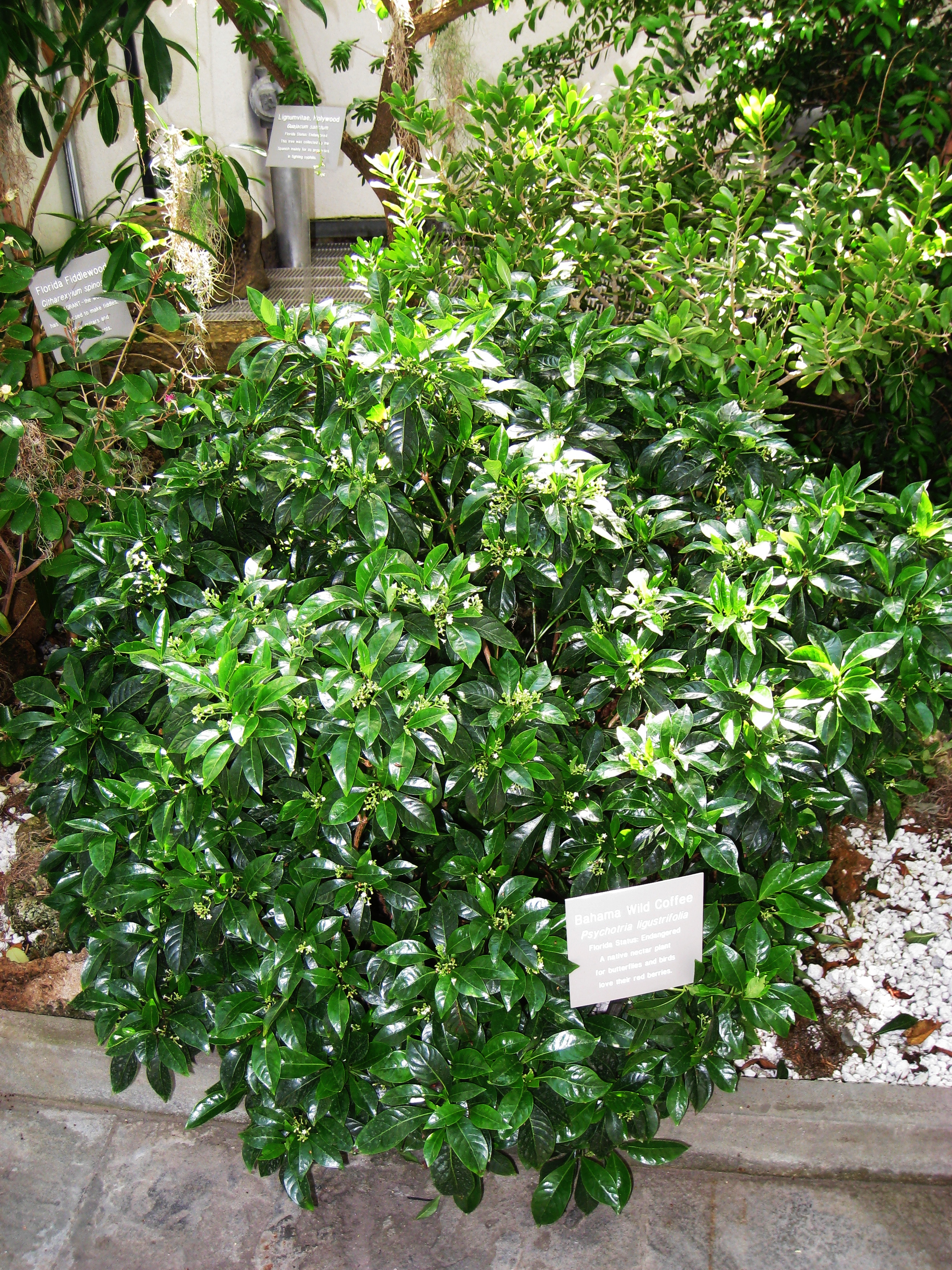
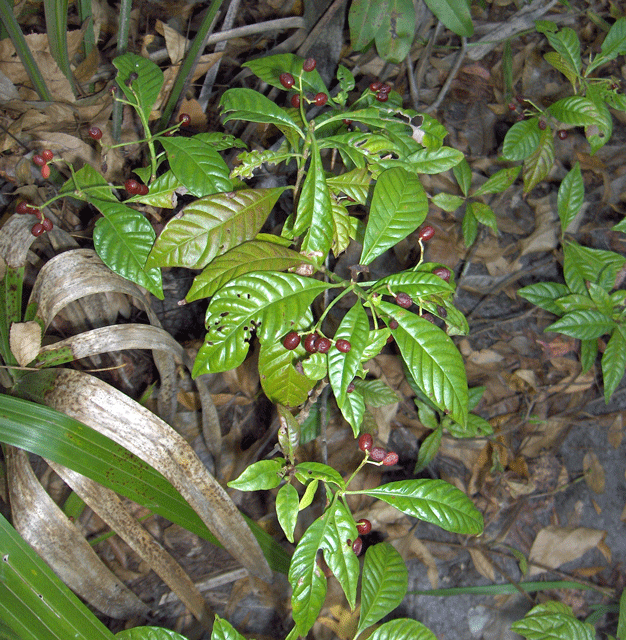